# Pterygosporopsis fragilis
Pterygosporopsis fragilis är en svampart som beskrevs av P.M. Kirk 1983. Pterygosporopsis fragilis ingår i släktet Pterygosporopsis, divisionen sporsäcksvampar och riket svampar.   Inga underarter finns listade i Catalogue of Life.